# یاکوب زیگیزموند بک
یاکوب زیگیزموند بک (۶ اوت ۱۷۶۱ – ۲۹ اوت ۱۸۴۰) فیلسوفی آلمانی بود.

## زندگینامه
بک در سال ١٧٦١ در روستای Liessau (Lisewo) در منطقه روستایی Marienburg (Malbork) در پادشاهی  پروس، لهستان متولد شد. به عنوان پسر یک کشیش (از لیسائو)، او (پس از ١٧٨٣) ریاضیات و فلسفه را در دانشگاه کونیگزبرگ ، جایی که کریستین یاکوب کراوس ، یوهان شولتز ، و ایمانوئل کانت معلمان او بودند، آموخت. پس از تحصیل او در ابتدا برای یک پست به عنوان معلم در مدرسه دستور زبان در هاله پذیرفته شد. وی با پایان نامه خود با عنوان "پایان نامه ای در مورد قضیه تیلوری، یا در مورد قانون کلی، که بر اساس آن تابع تغییر می کند، مشخص شده توسط متغیرهایی که به آنها بستگی دارد"، که در هاله نوشت، به عنوان یک استاد دانشگاه واجد شرایط شد. او سپس به عنوان استاد فلسفه در دانشگاه هال (١٧٩٩-١٧٩١)، قبل از اینکه استاد فلسفه در دانشگاه روستوک شود، کار کرد. او خود را وقف نقد و تبیین دکترین کانت کرد و در سال ١٧٩٣" گزیده ای توضیحی از نوشته های انتقادی پروفسور کانت به توصیه او" را منتشر کرد.( ریگا ، ١٧٩٦-١٧٩٣)، که به طور گسترده به عنوان خلاصه ای از دکترین کانتی استفاده شده است.
بک کوشید تا برخی از تناقضات موجود در سیستم کانت را با گفتن اینکه بخش زیادی از زبان به معنای عامیانه به خاطر قابل فهم بودن به کار می رود، توضیح دهد، مثلاً در جایی که کانت به اشیاء در درون خود وجودی را تحت شرایطی نسبت می دهد. زمان، مکان و علیت، و با این حال معتقد است که آن مواد دلهره‌های ما را فراهم می کنند. بک معتقد است که معنای واقعی نظریه کانت ایده آلیسم است. این که شناخت اشیاء خارج از حوزه آگاهی غیرممکن است، و از این رو وقتی عنصر ذهنی را حذف کنیم، هیچ چیز مثبتی باقی نمی ماند. ماده از سنتز اصلی استنباط می شود. به همین ترتیب، ایده خدا یک بازنمایی نمادین از صدای وجدان است که از درون هدایت می‌کند. ارزش تفسیر بک به دلیل توجه بیشتر به کار جی جی فیشته تا حد زیادی نادیده گرفته شده است. او علاوه بر سه جلد کتاب "گزیده توضیحی (۱۷۹۶)، طرح کلی فلسفه انتقادی"  را منتشر کرد که حاوی تفسیری از نقد کانتی به شیوه سالومون میمون بود.
بک در روستوک درگذشت.

## آثار
- گزیده ای توضیحی از نوشته های انتقادی پروفسور کانت (96-1793)، ج. 3: تنها دیدگاه ممکن که باید از آن فلسفه انتقادی قضاوت کرد (1796)

1. ↑   One or more of the preceding sentences incorporates text from a publication now in the public domain: Chisholm, Hugh, ed. (1911). "Beck, Jakob Sigismund". Encyclopædia Britannica (به انگلیسی) (11th ed.). Cambridge University Press.